# All-Star Fruit Racing

All-Star Fruit Racing è un videogioco di guida italiano, realizzato dallo studio milanese 3DClouds e pubblicato da PQube. Il titolo è stato distribuito in accesso anticipato su Steam dal 4 settembre 2017 e poi in versione completa dal 13 luglio 2018 su personal computer, PlayStation 4, Xbox One e Nintendo Switch in Europa. Dal 18 agosto è stato reso disponibile anche negli Stati Uniti. Il gioco, che è un kart racer con vetture personalizzabili e diversi personaggi selezionabili, si ispira a Sonic & SEGA All-Stars Racing ed è ambientato in un universo interamente a base di frutta. La versione per smartphone supporta anche la modalità VR grazie al Google Cardboard ed è sviluppata da XR Games.

## Modalità di gioco
In All-Star Fruit Racing si può correre su 21 diverse piste, raggruppare in 5 isole, con tre di esse da sbloccare grazie alla progressione in gioco. Le modalità previste sono 5: Classic, Random, Dragster, Elimination, Elimination Mix. Nelle ultime due su ogni giocatore pende un conto alla rovescia, al termine del quale verrà eliminato il pilota in ultima posizione, fino a lasciarne soltanto uno in gara. Sono cinque anche i formati di gara: Gara Personalizzata, Carriera, Campionato Veloce, Campionato Personalizzato e Prova a Tempo. Grazie alla modalità Carriera sarà possibile sbloccare nuove isole, nuovi personaggi e nuovi veicoli. A disposizione del giocatore ci sono 22 personaggi diversi (10 disponibili da subito, 12 da sbloccare) e differenti veicoli personalizzabili con oltre 26.000 possibili combinazioni. Ogni personaggio rappresenta un frutto, nel rispetto della continuità con l'universo all'interno del quale il gioco è ambientato. 
Ogni kart ha sul proprio retro un Juicer, un vero e proprio frullatore, con quattro serbatoi da riempire raccogliendo la frutta presente sulla pista. Una volta riempito un serbatoio si potrà decidere se utilizzare subito la mossa o se riempire gli altri serbatoi, così da ottenere una mossa ancora più potente, fino ad arrivare alla Mega-Juice, che si ottiene con tutti i serbatoi pieni.

## Accoglienza
All-Star Fruit Racing è stato accostato dalla critica all'universo di Sugar Rush in Ralph Spaccatutto, mentre altri lo hanno avvicinato a Mario Kart, la serie di maggior successo del genere. Tra gli elementi più apprezzati c'è sicuramente il Juicer, un sistema innovativo creato appositamente per il gioco che permette di lanciare una mossa a base di frutta contro gli altri piloti.